# Iris kamelinii
Iris kamelinii (лат.) — вид однодольных растений рода Ирис (Iris) семейства Ирисовые (Iridaceae). Впервые описан российской учёной-ботаником Ниной Борисовной Алексеевой в 2006 году.
Видовой эпитет дан в честь Рудольфа Владимировича Камелина, исследователя флоры Средней Азии.

## Распространение и среда обитания
Известен из Алтайских гор. Ареал включает в себя юго-восток российского Алтая, Монголию (аймак Хувсгел), а также, возможно, Китай. Описан из окрестностей озера Богуты (Республика Алтай, Россия).
Встречается в каменистых степях, на щебнистых и скалистых склонах.

## Ботаническое описание
Корневищный геофит, мезофит.
Цветёт весной, плодоносит летом.
Внешне близок виду Iris potaninii Maxim..